# Parafia Wniebowzięcia Najświętszej Maryi Panny w Gorzowie Wielkopolskim
Parafia pw. Wniebowzięcia Najświętszej Maryi Panny w Gorzowie Wielkopolskim – rzymskokatolicka parafia należąca do dekanatu Gorzów Wielkopolski – Katedra, diecezji zielonogórsko-gorzowskiej, metropolii szczecińsko-kamieńskiej w Polsce, erygowana 1 stycznia 1946. Obsługują ją księża diecezjalni.

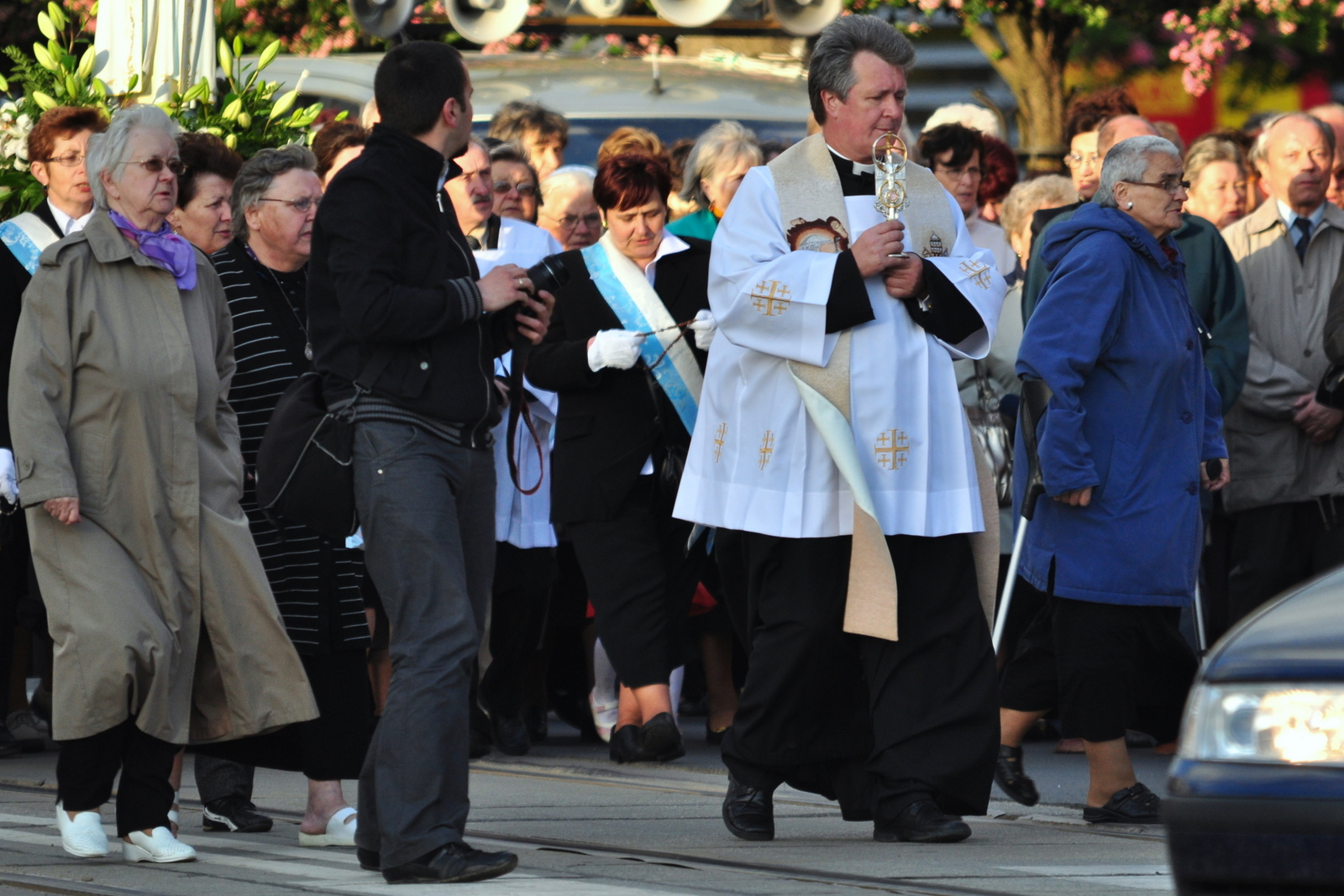
ks. Zbigniew Samociak uroczyście wprowadza relikwie bł. Jana Pawła II do katedry (12. 05. 2012 r.)

## Miejsca kultu

### Kościół parafialny
- Katedra Wniebowzięcia Najświętszej Maryi Panny w Gorzowie Wielkopolskim

### Kościoły filialne
- Kaplica pw. św. Franciszka z Asyżu w Gorzowie Wielkopolskim[1]
- Kaplica w Katolickim Gimnazjum i Liceum[1] w Gorzowie Wielkopolskim (ul. Drzymały 36)[2]
- Kaplica pw. Najświętszej Trójcy na plebanii w Gorzowie Wielkopolskim[2]
- Kaplica w Rezydencji Biskupiej[1]

## Proboszczowie
- ks. Jan Zaręba (1946)
- ks. Stanisław Klimm (1946-1952)
- ks. Józef Czapran (1952-1963)
- ks. prał. Władysław Sygnatowicz (1963-1991)
- ks. prał. Stanisław Garncarz (1991-2005)
- ks. prał. Zbigniew Kobus (2012-2023)
- ks. prał. Mariusz Kołodziej (od 1 sierpnia 2023)[2]